# Stânga Republicană din Catalonia
Stânga Republicană din Catalonia (în catalană Esquerra Republicana de Catalunya, ERC; AFI: [əsˈkɛrə rəpubːliˈkanə ðə kətəˈluɲə]; marcat generic ca Esquerra Republicana) este un partid politic din comunitatea autonomă spaniolă a Cataloniei, pro-independență și social democrat cu o prezență, de asemenea, și în Valencia, Insulele Baleare și în departamentul francez Pyrénées-Orientales (Catalonia de Nord). Este de asemenea principalul susținător al mișcării de independență din Franța și Spania în teritoriile cunoscute ca Țările Catalane, concentrându-se în ultimii ani pe crearea unei Republici Catalane în Catalonia propriu-zisă. Actualul președinte este Oriol Junqueras și secretarul general este Marta Rovira. Partidul este membru al Alianței Libere Europene.
ERC, un partid cu figuri politice catalane relevante precum Francesc Macià, Lluís Companys și Josep Tarradellas, a jucat un rol important în politica catalană și spaniolă în timpul celei de A Doua Republici, războiului civil, rezistența anti-franchistă și tranziția la democrație. Revenind într-o poziție cheie în anii 2000, a devenit un partener de coaliție pentru mai multe guverne catalane, obținând în 2021 președinția Cataloniei pentru prima dată din 1980 după învestirea lui Pere Aragonès ca Președinte al Generaliatului. În prezent, partidul are 10.000 de membri.

## Istorie

### Republica și primul guvern autonom catalan (1931–1936)
După căderea lui Primo de Rivera (1930), stânga catalană a făcut mari eforturi pentru a crea un front unit sub conducerea liderului de stânga și pro-independență Francesc Macià. Stânga Republicană din Catalonia a fost fondată la Conferința Stângii Catalane ținută în Sants, Barcelona, pe 19 martie 1931 ca o uniune între partidul pro-independență Estat Català (Statul Catalan), condus de Francesc Macià, Partidul Republican Catalan, condus de Lluís Companys și Grupul L'Opinió al lui Joan Lluhí i Vallescà. Partidul a avut rezultate extrem de bune la alegerile municipale din 12 aprilie 1931. Două zile ma târziu, pe 14 aprilie, cu câteva ore înainte de proclamarea Republicii Spaniole la Madrid, Macià a proclamat la Barcelona Republica Catalană în cadrul unei Federații Iberice. Acest lucru nu era exact ceea ce fusese convenit în Pactul de la San Sebastián, așa că trei zile mai târziu au negociat cu guvernul de la Madrid ca Macià să devină președinte al Generalitatului Cataloniei, un guvern autonom catalan în cadrul Republicii Spaniole recent fondate.

În septembrie 1932, parlamentul Republicii Spaniole a aprobat statutul autonomiei Cataloniei care, pe lângă alte atribuții, a împuternicit parlamentul catalan cu puteri legislative depline, și a fost ales pe 20 noiembrie 1932. Stânga Republicană din Catalonia, în coaliție cu Uniunea Socialistă din Catalonia și alte partide de stânga mai mici, a câștigat o majoritate absolută (67 din 85 de locuri), în timp ce fostul partid dominant Liga Regionalistă, reprezentantul spectrului mai conservator privind naționalismul catalan, a ieșit pe locul al doilea dar cu mult în spatele ERC (17 din 85 de locuri). Din această poziție de putere, ERC a căutat să îmbunătățească condițiile de viață ale claselor populare și ale micii burghezii, aprobând legi în domenii precum cultură, sănătate, educație și dreptul civil, precum și Legea contractelor de recoltă, care protejează fermierii și acorda accesul la pământul pe care îl cultivau, dar a fost contestat de Liga Regionalistă și a provocat o dispută juridică cu guvernul spaniol. În octombrie 1933, Joan Lluhí și alți membri ai Grupului l'Opinió, precum și Josep Tarradellas, au părăsit ERC pentru că nu erau de acord cu Macià cu privire la repartizarea puterilor între Consiliul Executiv și Președintele Generalitatului și au fondat Partidul Naționalist al Stângii Republicane (PNRE).
Pe 6 octombrie 1934, Lluís Companys, care fusese ales de parlamentul Cataloniei ca noul președinte al Generalitatului după moartea lui Francesc Macià în decembrie 1933, ca urmare a intrării miniștrilor de dreapta ai Confederației Spaniole a Drepturilor Autonomei (CEDA) în guvernul Republicii Spaniole, a fost declarat ilegal Statul Catalan în cadrul unei republici federale spaniole. CEDA era considerată apropiată de fascism și, prin urmare, se temea că acesta ar fi primul pas către suprimarea autonomiei și preluarea completă a puterii în Spania. Proclamația a fost rapid înăbușită de armata spaniolă, iar membri guvernului catalan au fost arestați. Liderii de partid (inclusiv Companys) și guvernul catalan au fost condamnați de Curtea Supremă a Republicii și închiși, în timp ce statutul de autonomie a fost suspendat până în februarie 1936.
În 1936, în zorii războiului civil spaniol, ERC a devenit parte a Frontului Popular pentru a participa la alegerile din acel an. Esquerra a devenit forța principală a Frontului Popular, (numit Front d'Esquerres, „Frontul de stânga” în catalană) în Catalonia, care a câștigat 41 din 54 de locuri catalane, 21 dintre ele aparținând ERC. Noul guvern spaniol de stânga i-a grațiat pe Companys și pe membrii guvernului catalan, restabilind autoguvernarea. În iunie, Estat Català s-a despărțit de ERC, în timp ce PNRE i s-a alăturat din nou.

### Războiul civil, franchismul și clandestinitatea (1936–1976)
În timpul Războiului Civil Spaniol, ERC, în calitate de forță principală a Generalitatului, a încercat să mențină unitatea Frontului în fața tensiunilor tot mai mari dintre Partidul Muncitorilor pentru Unificarea Marxistă (POUM) și Partidul Socialist Unificat din Catalonia, pro-sovietic. (PSUC), în timp ce s-a luptat să recupereze controlul asupra situației, controlat de facto de sindicatul anarhist CNT și milițiile acestora și a încercat să organizeze eforturile de război în Catalonia. Președintele Companys l-a numit pe Josep Tarradellas Conseller Primer (prim-ministru) pentru a forma un guvern de coaliție cu celelalte forțe republicane, inclusiv anarhiști și comuniști. Cu toate acestea, partidul a încercat fără succes să evite controlul deplin al Cataloniei de către guvernul republican, adoptat după evenimentul de Zilele Mai.
Partidul a fost declarat ilegal (alături de alți participanți în cadrul Frontului Popular) de către Francisco Franco după ce acesta a venit la putere în 1939. Fostul președinte al Generalitatului, Lluís Companys, a fost arestat de către agenții Germaniei Naziste în colaborare cu Regimul de la Vichy, întors în Spania și executat pe 15 octombrie 1940 la Castelul Montjuïc, Barcelona.
Din 1939, în ciuda situației precare a partidului, aproape desființat după ocupația franchistă a Cataloniei, ERC a intrat în clandestinitate și a încercat să organizeze o rezistență antifascistă în jurul lui Manuel Juliachs și Jaume Serra. În 1945, Congresul ERC, desfășurat la Toulouse, deoarece mulți membri ERC trăiau în exil în Franța, l-a numit secretar general pe fostul ministru Josep Tarradellas, funcție pe care a părăsit-o în 1954 când a fost ales președinte al Generalitatului Cataloniei în exil, în locul lui Josep Irla. Biroul de secretar general al ERC a trecut apoi la Joan Sauret. La sfârșitul celui de-al Doilea Război Mondial, în vederea unei posibile răsturnări a dictaturii franchiste cu intervenția forțelor aliate, direcția ERC în exil i-a trimis în Catalonia pe Pere Puig și Joan Rodríguez-Papasseit. În acei ani, ERC a fost prezent la Consiliul Democrației Catalane și la Consiliul Forțelor Democratice. În 1952 Heribert Barrera s-a întors în interior și preia de facto conducerea partidului. Pe 11 septembrie 1964, de Ziua Națională a Cataloniei, ERC și alte grupuri au organizat prima demonstrație anti-Franco de la sfârșitul războiului. ERC a participat succesiv la orice inițiativă care se confruntă cu dictatura.

### Tranziția la democrație și anii de declin (1976–1987)
După moartea generalului Franco (1975), ERC a sărbătorit în iulie 1976 cel de al VIII-lea congres național, în care Barrera a fost reconfirmat ca lider. La alegerile pentru adunarea constituantă din 1977, ERC a intrat în coaliție, cum nu a fost încă legalizat datorită statutului său ca partid republican. ERC a cerut să fie înregistrat în registrul partidelor politice pe 14 martie același an, dar ministrul de interne - la o lună după alegeri - a replicat: „Numele propus de către entitate, se referă la un sistem politic incompatibil cu cel actual și legal din Spania, poate reprezenta o presupunere de inadmisibilitate”. Partidul a încercat să intre în coaliție cu Frontul Stângii sau cu Convergența Democratică, în cele din urmă găsindu-și aliat și anume Partidul Muncii din Spania. Numele coaliției electorale a fost Stânga din Catalonia-Frontul Democrat Electoral (Esquerra de Catalunya-Front Electoral Democràtic). Coaliția a câștigat un loc (Barrera). Unele promisiuni electorale au fost despre statutul autonomiei sau un referendum despre monarhie.

În octombrie 1977, președintele Josep Tarradellas (un fondator al partidului în 1931) s-a întors în Catalonia și Generalitatul a fost restaurat. A fost elaborat un nou text al statutului, căruia ERC i s-a opus pentru că nu garanta o autoguvernare minimă. Cu toate acestea, la referendumul pentru aprobarea sa, din 1979, ERC a fost în favoarea sa, întrucât era singura modalitate de a recâștiga autonomia. La primele alegeri pentru parlamentul restaurat al Cataloniei, în 1980, ERC a obținut 14 locuri (din un totalul de 135), ceea ce l-a adus pe Barrera la președinția parlamentului Cataloniei. La intersecția formării unui tripartit cu PSUC și socialiștii sau a favorizării Convergència i Unió (CiU), Barrera – refractar la alianțele cu partide de tradiție marxistă – a hotărât ca ERC să-l voteze pe Jordi Pujol (CiU) ca președinte al Generalitatului fără compensații. și fără a intra la guvernare, ca gest de „unitate națională”. În 1984, însă, ERC a obținut doar 5 deputați și a început o scurtă perioadă de declin, umbrită de hegemonia coaliției naționaliste catalane de centru-dreapta CiU. Această tendință a continuat în următorii ani. În 1986, și-a pierdut prezența în parlamentul spaniol.

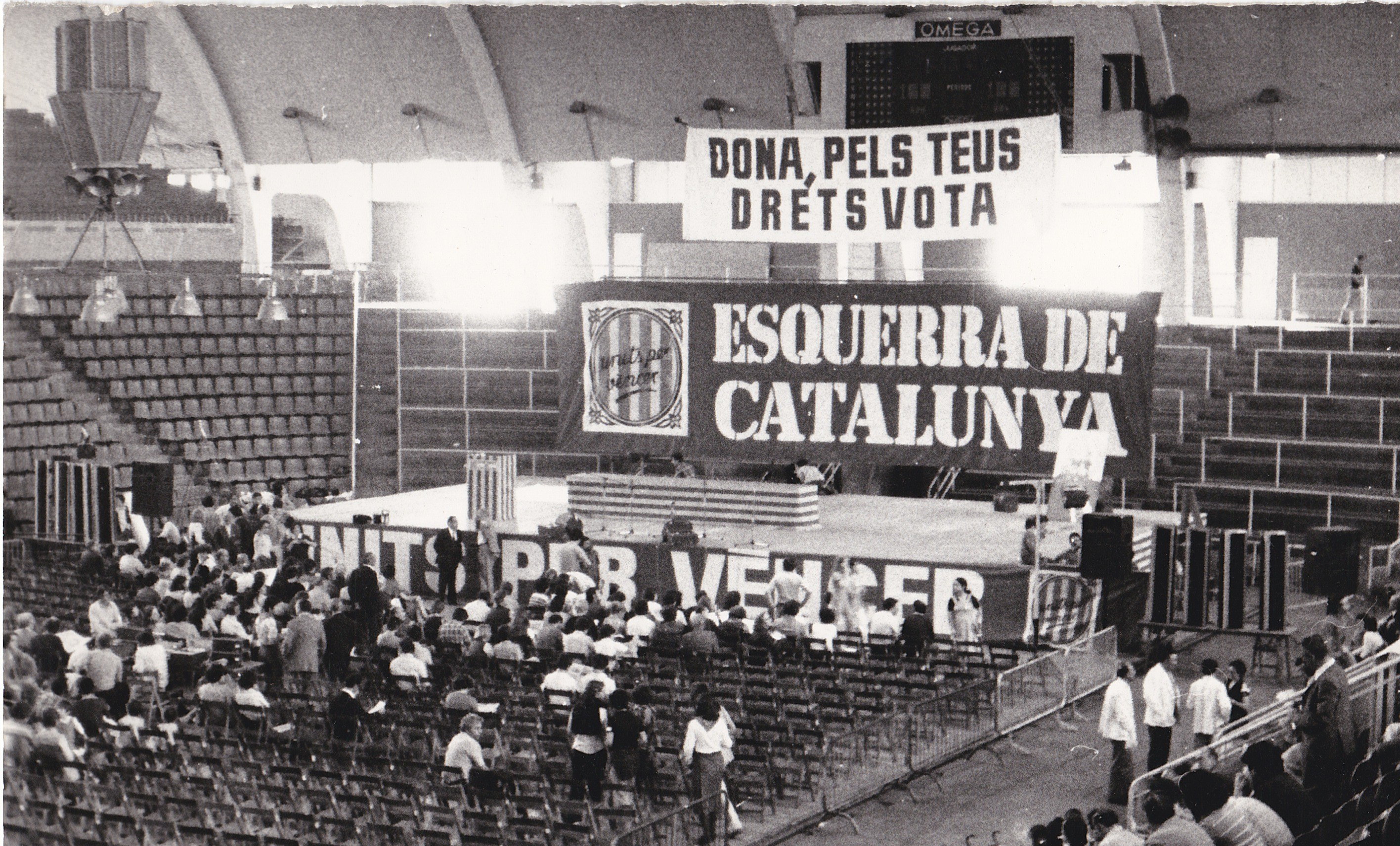
Act public de stânga a Cataloniei – Frontul Electoral Democrat (1977)

### Redresarea (1986–1996)
În 1987, a fost publicat manifestul apelului național, semnat de personalități precum Àngel Colom și Josep-Lluís Carod-Rovira, care doreau ca ERC să reunească noua generație de independentiști care a apărut ca urmare a dezamăgirii față de tranziția spaniolă. Intrarea acestor tineri dinamizează partidul, iar la alegerile catalane din 1988 au obținut 6 mandate. În 1989, o nouă direcție condusă de Àngel Colom și-a asumat ca scop politic independența Cataloniei. Ca urmare a acestei noi orientări, în 1990, Frontul Național al Cataloniei, o organizație istorică fondată în exil în 1940, a aderat la ERC. În 1991, organizația Terra Lliure și-a reconsiderat strategia și a abandonat lupta armată, unde unii dintre membrii săi s-au alăturat ERC și mulți dintre cei care au format Catalunya Lliure au fost încorporați și ei. Aceste fapte au transformat ERC, de facto, în referința independentismului catalan de stânga.
Rezultatele obținute la alegerile din 1992 pentru parlamentul Cataloniei au plasat ERC drept a treia forță politică a Cataloniei, cu sprijinul a peste 210.000 de alegători și obținerea a 11 locuri, după o campanie în care, pentru prima dată, un partid care a apărut ca un partid pro-independență a fost larg sprijinit de populație. Cel de-al 18-lea congres național al ERC, desfășurat în iunie 1992, a aprobat reforma statutului său în fața creșterii electorale, a militanței și a prezenței teritoriale. ERC susține în primul său articol statutar unitatea teritorială și independența Țărilor Catalane, construind propriul stat în cadrul european și împreună cu o poziție ideologică a stângii care să ia apărarea democrației și a mediului, a drepturilor omului și a drepturilor popoarelor, și și-a bazat ideologia și acțiunea politică pe progresul social și pe solidaritate.
La alegerile generale din Spania din 1993, ERC și-a recuperat prezența în Congresul Deputaților. În același an, Jordi Carbonell și Avel·lí Artís i Gener „Tísner”, membri ai Naționaliștilor de Stânga, s-au alăturat ERC. Alegerile locale din 28 mai 1995 au reprezentat un important salt cantitativ și calitativ al prezenței instituționale a partidului. ERC a recuperat prezența în multe consilii locale din Catalonia, ajungând la peste 550 de consilieri aleși și 32 de primari, devenind astfel a treia forță politică municipală. La alegerile catalane din 1995, ERC a obținut cel mai bun rezultat ca număr de voturi din epoca Republicii, peste 305.000 de alegători și 13 locuri.
În 1996, după o criză internă gravă, Àngel Colom, împreună cu Pilar Rahola, au părăsit partidul și au fondat Partidul Independenței. Acest partid a avut însă o viață scurtă. La alegerile locale din 1999 au obținut rezultate slabe, iar Pilar Rahola, care s-a prezentat ca șef de listă la Barcelona, nu a obținut un loc. După aceea, partidul a fost dizolvat.

### Noua eră cu Carod Rovira și revenirea la guvernare
În noiembrie 1996, a avut loc cel de-al 21-lea Congres Național al ERC. Militanții au ales o nouă direcție pentru partid, cu Josep Lluís Carod-Rovira ca noul președinte și Joan Puigcercós ca noul secretar general. Noua direcție a anunțat câteva modificări ale strategiei: nu renunță la independența Cataloniei, dar încetează să mai folosească ideea ca unică referință. Noua direcție a vrut să plaseze partidul drept noua referință a stângii catalane.
Pe 16 noiembrie 2003, la alegerile pentru parlamentul Cataloniei, ERC a obținut 23 de locuri, devenind „partidul cheie” care va defini componența guvernului, întrucât pentru a obține majoritatea celorlalte partide erau obligate să fie de acord cu ERC. După câteva săptămâni în care părea că va încheia un acord cu CiU (partid de centru-dreapta și naționalist), acesta a optat în cele din urmă pentru un „pact progresist” (numit Pactul Tinell sau popular „Tripartitul”) cu Partidul Socialiștilor din Catalonia și coaliția ecosocialistă ICV-EUiA.
ERC a intrat în guvernul tripartit al Generalitatului, prezidat de socialistul Pasqual Maragall, asumându-și șase departamente guvernamentale, printre care „Conseller en Cap” (prim-ministru), aparținând lui Carod-Rovira. Celelalte cinci ministere preluate de ERC au fost Educația (Josep Bargalló), Bunăstarea și Familie (Anna Simó), Comerțul, Turismul și Consumul (Pere Esteve), Guvernul și Administrația Publică (Joan Carretero) și Universitățile, Cercetarea și Societatea Informațională (Carles Solà). În plus, un alt lider al ERC, Ernest Benach, a fost ales președinte al parlamentului.

În ciuda faptului că a fost una dintre principalele forțe din spatele mișcării de modificare, partidul s-a opus în cele din urmă modificărilor din 2006 la statutul de autonomie catalan pentru a crește autonomia Cataloniei. A făcut acest lucru pe motiv că nu a făcut suficient pentru a crește autoguvernarea catalană. Acest lucru a provocat o criză guvernamentală cu partenerii săi (în special cu PSC), care a dus la alegeri anticipate în 2006.

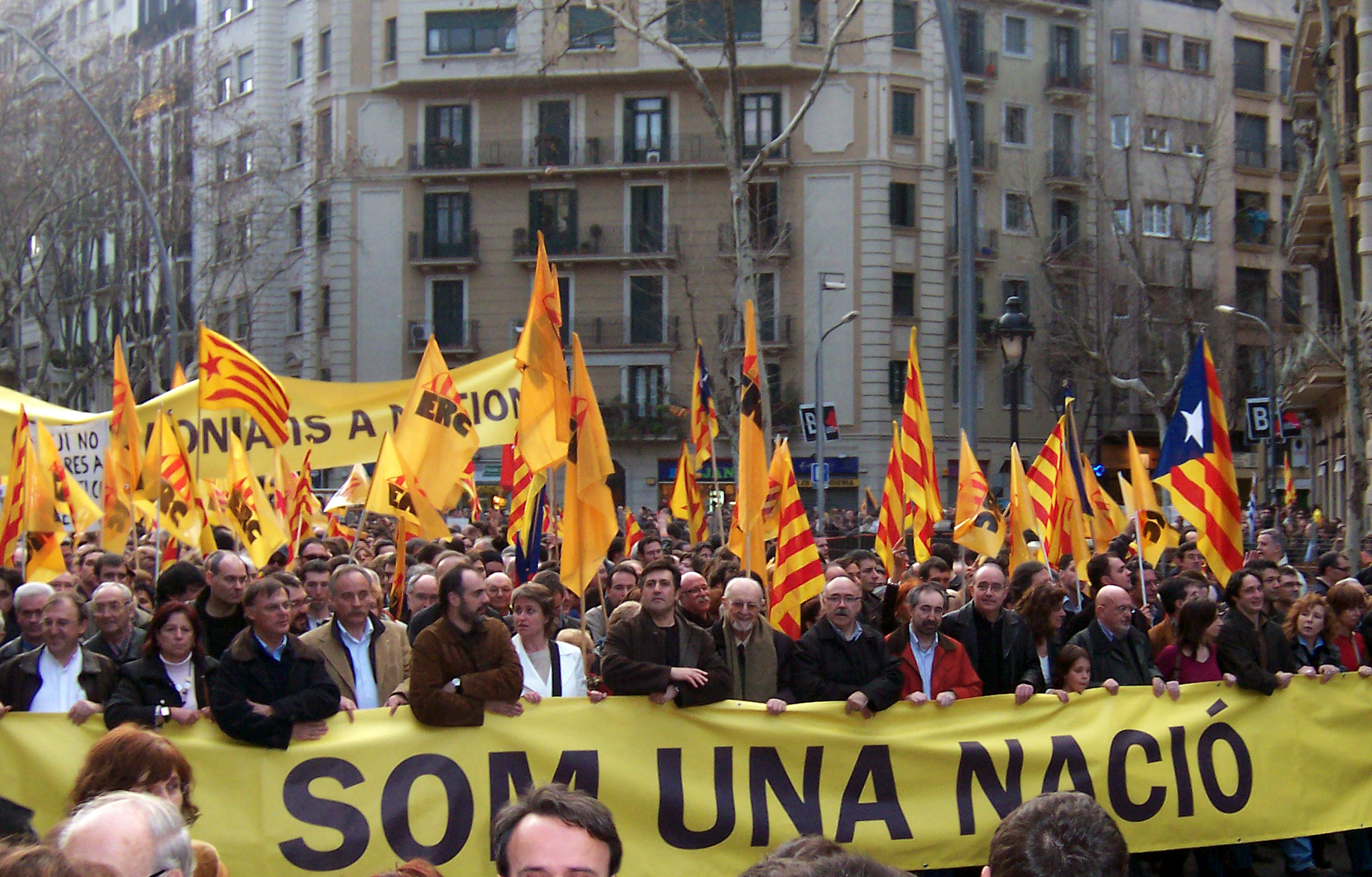
Liderii ERC au condus demonstrația din 18-02-2006 la Barcelona cu sloganul Som una Nació („Suntem o națiune”)

## Principii politice și reprezentare
Principiile politice de bază sunt definite în statutul ideologiei aprobat la cel de al 19-lea congres național din 1993. Doctrina politică este organizată în trei zone care sunt prezente și în numele partidului: Esquerra (angajamentul față de agenda de stânga în politică, economie și dezbatere socială), República (angajamentul față de o formă republicană de guvernare contrară actualei monarhii constituționale din Spania) și Catalunya (independentismul catalan, care, după înțelesul ERC, cuprinde Țările Catalane).
Partidul de asemenea filiale regionale în Insulele Baleare și Catalonia de Nord în Franța, precum și în Comunitatea Valenciană sub denumirea de Stânga Republicană din Țara Valenciei. Cu excepția omologul său din Baleare, niciunul dintre aceștia din urmă nu are în prezent vreo reprezentare parlamentară în teritoriile lor respective, deși au 8 consilieri municipali în Insulele Baleare și 6 consilieri în Comunitatea Valenciană. Stânga Republicană Occitană, formată în 2008, acționează ca secțiunea araneză a partidului
Stânga Republicană din Catalonia este cel mai vechi partid politic din Catalonia care a sprijinit ideea unei Catalonii suverane și stăpână pre propriul ei destin. De la înființarea ERC în 1931, ei au fost întotdeauna în favoarea statului pentru Catalonia.
După ultimele alegeri parlamentare catalane din 2021, Stânga Republicană din Catalonia are 33 de locuri în parlamentul Cataloniei, devenind cel mai mare grup după numărul de locuri, la egalitate cu PSC și al doilea ca număr de voturi. De asemenea, are un loc în Parlamentul Balearelor. Până în 2010, a fost unul dintre cei trei membri ai coaliției din guvernul catalan tripartit de stânga, împreună cu Partidul Socialiștilor din Catalonia (PSC) și Inițiativa pentru Verzii Cataloniei (ICV). Coaliția a fost adesea neliniștită din cauza tensiunilor legate de noul statut de autonomie al Cataloniei. Alegerile anticipate din 25 noiembrie 2012 au arătat o creștere a ERC ridicându-se la un total de 21 de locuri în parlamentul catalan. Din Catalonia, are treisprezece locuri (al cincilea grup ca mărime) în parlamentul Spaniei, unsprezece locuri în Senat (al treilea grup ca mărime) și două locuri în Parlamentul European.

## Președinți
1. Francesc Macià (1931–1933)
2. Lluís Companys (1933–1935)
3. Carles Pi i Sunyer (1933–1935)
4. Lluís Companys (1936–1940)
5. Heribert Barrera (1993–1995)
6. Jaume Campabadal (1995–1996)
7. Jordi Carbonell (1996–2004)

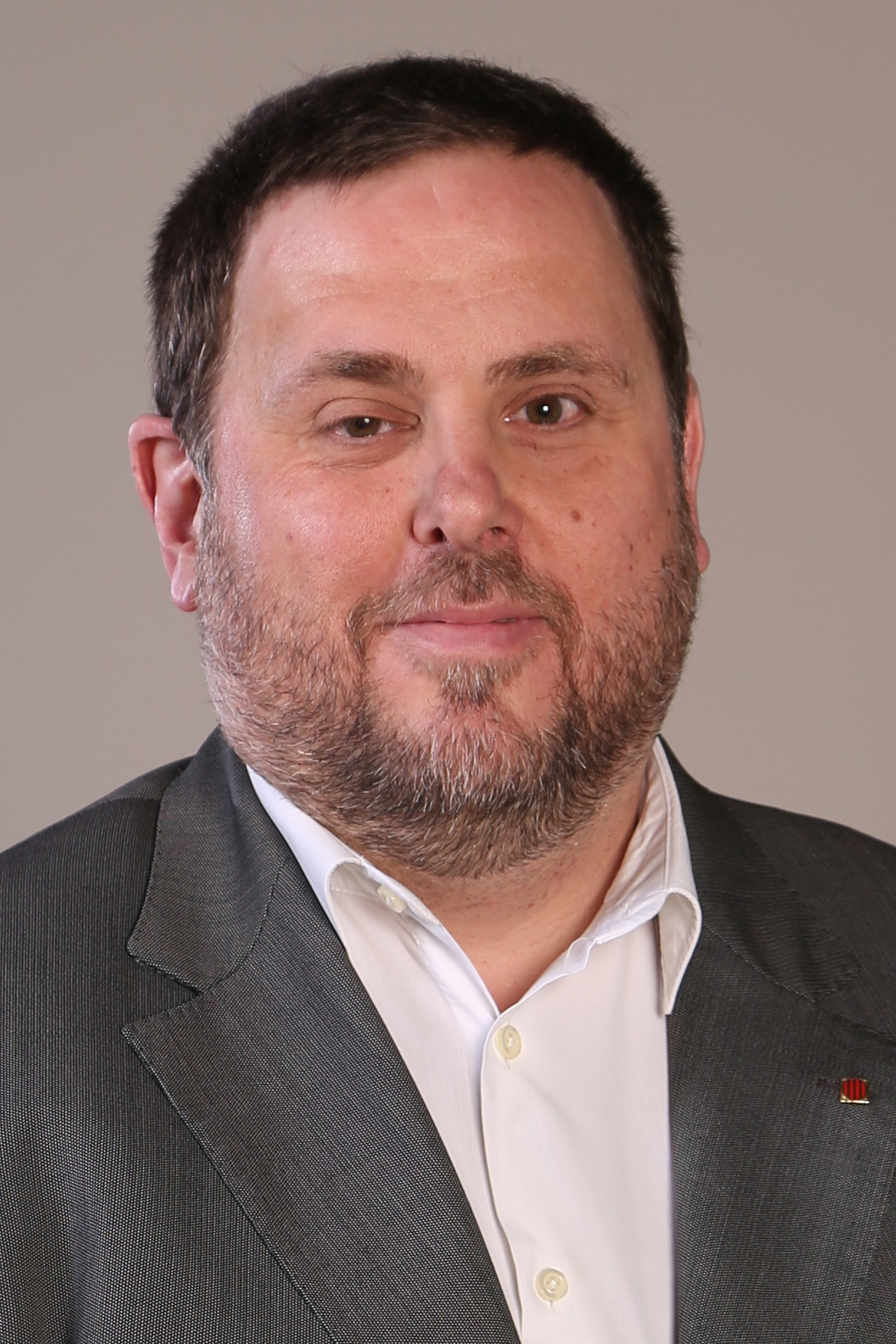
Oriol Junqueras, președintele ERC

8. Josep-Lluís Carod-Rovira (2004–2008)
9. Joan Puigcercós (2008–2011)
10. Oriol Junqueras (2011–present)

## Secretari generali

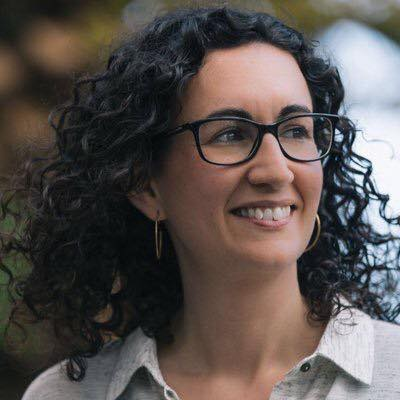
Marta Rovira, secretarul general al ERC

1. Joan Lluís Pujol i Font (March 1931 – April 1931)
2. Josep Tarradellas (April 1931 – March 1932)
3. Joan Tauler (March 1932 – 1938)
4. Josep Tarradellas (1938 – 1957)
5. Joan Sauret (1957–1976)
6. Heribert Barrera (1976–1987)
7. Joan Hortalà (1987–1989)
8. Àngel Colom Colom (1989–1996)
9. Josep-Lluís Carod-Rovira (1996–2004)
10. Joan Puigcercós (2004–2008)
11. Joan Ridao i Martín (2008–2011)
12. Marta Rovira i Vergés (2011–present)

## Performanțe electorale

### Parlamentul din Catalonia
| Parlamentul din Catalonia |                     |                     |                     |          |     |                          |                                           |
| Alegeri                   | Voturi              | %                   | #                   | Seats    | +/– | Candidat lider           | Statut în legislatură                     |
| 1932                      | 224,800             | 47.1                | 1                   | 56 / 85  | —   | Francesc Macià           | Guvern                                    |
| Dictatura franchistă      |                     |                     |                     |          |     |                          |                                           |
| 1980                      | 240,871             | 8.90%               | 5                   | 14 / 135 | —   | Heribert Barrera         | Sprijin                                   |
| 1984                      | 126,943             | 4.41%               | 5                   | 5 / 135  | 9   | Heribert Barrera         | Coaliție (CiU–ERC)                        |
| 1984                      | 126,943             | 4.41%               | 5                   | 5 / 135  | 9   | Heribert Barrera         | Opoziție (din febuarie 1987)              |
| 1988                      | 111,647             | 4.14%               | 5                   | 6 / 135  | 1   | Joan Hortalà             | Opoziție                                  |
| 1992                      | 210,366             | 7.96%               | 3                   | 11 / 135 | 5   | Àngel Colom              | Opoziție                                  |
| 1995                      | 305,867             | 9.49%               | 5                   | 13 / 135 | 2   | Àngel Colom              | Opoziție                                  |
| 1999                      | 271,173             | 8.67%               | 4                   | 12 / 135 | 1   | Josep-Lluís Carod-Rovira | Opoziție                                  |
| 2003                      | 544,324             | 16.44%              | 3                   | 23 / 135 | 11  | Josep-Lluís Carod-Rovira | Coalition (PSC–ERC–ICV–EUiA)              |
| 2003                      | 544,324             | 16.44%              | 3                   | 23 / 135 | 11  | Josep-Lluís Carod-Rovira | Opoziție (din mai 2006)                   |
| 2006                      | 416,355             | 14.03%              | 3                   | 21 / 135 | 2   | Josep-Lluís Carod-Rovira | Coaliție (PSC–ERC–ICV–EUiA)               |
| 2010                      | 219,173             | 7.00%               | 5                   | 10 / 135 | 11  | Joan Puigcercós          | Opoziție                                  |
| 2012                      | În cadrul ERC–CatSí | În cadrul ERC–CatSí | În cadrul ERC–CatSí | 19 / 135 | 9   | Oriol Junqueras          | Sprijin                                   |
| 2015                      | În cadrul JxSí      | În cadrul JxSí      | În cadrul JxSí      | 24 / 135 | 5   | Oriol Junqueras          | Coaliție (CDC/PDeCAT–ERC)                 |
| 2017                      | În cadrul ERC–CatSí | În cadrul ERC–CatSí | În cadrul ERC–CatSí | 30 / 135 | 6   | Oriol Junqueras          | Coaliție (JxCat–ERC)                      |
| 2017                      | În cadrul ERC–CatSí | În cadrul ERC–CatSí | În cadrul ERC–CatSí | 30 / 135 | 6   | Oriol Junqueras          | Coaliție (Junts–ERC; din septembrie 2020) |
| 2021                      | 605,529             | 21.29%              | 2                   | 33 / 135 | 3   | Pere Aragonès            | Coaliție (ERC–Junts)                      |

### Parlamentul Insulelor Baleare
| Parlamentul Insulelor Baleare |                |                |                |        |     |                    |                                         |
| Alegeri                       | Voturi         | %              | #              | Seats  | +/– | Candidat lider     | Statut în legislatură                   |
| 1995                          | 2,082          | 0.55%          | 7              | 0 / 59 | —   |                    | Extraparlamentar                        |
| 1999                          | 1,106          | 0.30%          | 8              | 0 / 59 | 0   |                    | Extraparlamentar                        |
| 2003                          | 1,667          | 0.39%          | 9th            | 0 / 59 | 0   | Catalina Gelabert  | Extraparlamentar                        |
| 2007                          | În cadrul Bloc | În cadrul Bloc | În cadrul Bloc | 1 / 59 | 1   | Biel Barceló       | Coaliție (PSIB–Bloc–UM)                 |
| 2007                          | În cadrul Bloc | În cadrul Bloc | În cadrul Bloc | 1 / 59 | 1   | Biel Barceló       | Coaliție (PSIB–Bloc; din febuarie 2010) |
| 2011                          | 5,325          | 1.27%          | 8              | 0 / 59 | 1   | Joan Lladó         | Extraparlamentar                        |
| 2015                          | 766            | 0.18%          | 17             | 0 / 59 | 0   | Josep Antoni Prats | Extraparlamentar                        |

### Cortes Generales

#### Alegeri naționale
| Cortes Generales |                            |                            |                            |          |         |          |       |                          |                       |
| Alegeri          | Congres                    | Congres                    | Congres                    | Congres  | Congres | Senat    | Senat | Candidat lider           | Statut în legislatură |
| Alegeri          | Voturi                     | %                          | #                          | Locuri   | +/–     | Locuri   | +/–   | Candidat lider           | Statut în legislatură |
| 1977             | În cadrul EC–FED           | În cadrul EC–FED           | În cadrul EC–FED           | 1 / 350  | —       | 1 / 208  | —     | Heribert Barrera         | Opoziție              |
| 1979             | 123,452                    | 0.69%                      | 13                         | 1 / 350  | 0       | 2 / 208  | 1     | Heribert Barrera         | Opoziție              |
| 1982             | 138,118                    | 0.66%                      | 9                          | 1 / 350  | 0       | 2 / 208  | 0     | Francesc Vicens          | Opoziție              |
| 1986             | 84,628                     | 0.42%                      | 12                         | 0 / 350  | 1       | 0 / 208  | 2     | Francesc Vicens          | Extraparlamentar      |
| 1989             | 84,756                     | 0.41%                      | 16                         | 0 / 350  | 0       | 0 / 208  | 0     | Joan Hortalà             | Extraparlamentar      |
| 1993             | 189,632                    | 0.80%                      | 9                          | 1 / 350  | 1       | 0 / 208  | 0     | Pilar Rahola             | Opoziție              |
| 1996             | 167,641                    | 0.67%                      | 9                          | 1 / 350  | 0       | 0 / 208  | 0     | Pilar Rahola             | Opoziție              |
| 2000             | 194,715                    | 0.84%                      | 9                          | 1 / 350  | 0       | 1 / 208  | 1     | Joan Puigcercós          | Opoziție              |
| 2004             | 652,196                    | 2.52%                      | 5                          | 8 / 350  | 7       | 3 / 208  | 2     | Josep Lluís Carod-Rovira | Opoziție              |
| 2008             | 298,139                    | 1.16%                      | 7                          | 3 / 350  | 5       | 3 / 208  | 0     | Joan Ridao               | Opoziție              |
| 2011             | Within ERC–CatSí           | Within ERC–CatSí           | Within ERC–CatSí           | 3 / 350  | 0       | 0 / 208  | 3     | Alfred Bosch             | Opoziție              |
| 2015             | Within ERC–CatSí           | Within ERC–CatSí           | Within ERC–CatSí           | 9 / 350  | 6       | 6 / 208  | 6     | Gabriel Rufián           | Opoziție              |
| 2016             | Within ERC–CatSí           | Within ERC–CatSí           | Within ERC–CatSí           | 9 / 350  | 0       | 10 / 208 | 4     | Gabriel Rufián           | Opoziție              |
| aprilie 2019     | În cadrul ERC–Sobiranistes | În cadrul ERC–Sobiranistes | În cadrul ERC–Sobiranistes | 14 / 350 | 5       | 11 / 208 | 1     | Oriol Junqueras          | Opoziție              |
| noiembrie 2019   | În cadrul ERC–Sobiranistes | În cadrul ERC–Sobiranistes | În cadrul ERC–Sobiranistes | 12 / 350 | 2       | 11 / 208 | 0     | Gabriel Rufián           | Opoziție              |

### Alegeri regionale
| Alegeri        | Catalonia                  | Catalonia                  | Catalonia                  | Catalonia | Catalonia | Catalonia | Catalonia |
| Alegeri        | Congres                    | Congres                    | Congres                    | Congres   | Congres   | Senat     | Senat     |
| Alegeri        | Voturi                     | %                          | #                          | Seats     | +/–       | Seats     | +/–       |
| -------------- | -------------------------- | -------------------------- | -------------------------- | --------- | --------- | --------- | --------- |
| 1977           | În cadrul EC–FED           | În cadrul EC–FED           | În cadrul EC–FED           | 1 / 47    | —         | 1 / 16    | —         |
| 1979           | 123,452                    | 4.18%                      | 5th                        | 1 / 47    | 0         | 2 / 16    | 1         |
| 1982           | 138,118                    | 4.02%                      | 5th                        | 1 / 47    | 0         | 2 / 16    | 0         |
| 1986           | 84,628                     | 2.67%                      | 6th                        | 0 / 47    | 1         | 0 / 16    | 2         |
| 1989           | 84,756                     | 2.68%                      | 6th                        | 0 / 46    | 0         | 0 / 16    | 0         |
| 1993           | 186,784                    | 5.10%                      | 5th                        | 1 / 47    | 1         | 0 / 16    | 0         |
| 1996           | 162,545                    | 4.18%                      | 5th                        | 1 / 46    | 0         | 0 / 16    | 0         |
| 2000           | 190,292                    | 5.64%                      | 4th                        | 1 / 46    | 0         | 1 / 16    | 1         |
| 2004           | 638,902                    | 15.89%                     | 3rd                        | 8 / 47    | 7         | 3 / 16    | 2         |
| 2008           | 291,532                    | 7.83%                      | 4th                        | 3 / 47    | 5         | 3 / 16    | 0         |
| 2011           | În cadrul ERC–CatSí        | În cadrul ERC–CatSí        | În cadrul ERC–CatSí        | 3 / 47    | 0         | 0 / 16    | 3         |
| 2015           | În cadrul ERC–CatSí        | În cadrul ERC–CatSí        | În cadrul ERC–CatSí        | 9 / 47    | 6         | 6 / 16    | 6         |
| 2016           | În cadrul ERC–CatSí        | În cadrul ERC–CatSí        | În cadrul ERC–CatSí        | 9 / 47    | 0         | 10 / 16   | 4         |
| Aprilie 2019   | În cadrul ERC–Sobiranistes | În cadrul ERC–Sobiranistes | În cadrul ERC–Sobiranistes | 14 / 48   | 5         | 11 / 16   | 1         |
| Noiembrie 2019 | În cadrul ERC–Sobiranistes | În cadrul ERC–Sobiranistes | În cadrul ERC–Sobiranistes | 12 / 48   | 2         | 11 / 16   | 0         |

| Alegeri        | Insulele Baleare        | Insulele Baleare        | Insulele Baleare        | Insulele Baleare | Insulele Baleare | Insulele Baleare | Insulele Baleare |
| Alegeri        | Congres                 | Congres                 | Congres                 | Congres          | Congres          | Senat            | Senat            |
| Alegeri        | Voturi                  | %                       | #                       | Seats            | +/–              | Seats            | +/–              |
| -------------- | ----------------------- | ----------------------- | ----------------------- | ---------------- | ---------------- | ---------------- | ---------------- |
| 1993           | 2,848                   | 0.69%                   | 8th                     | 0 / 7            | 0                | 0 / 5            | 0                |
| 1996           | 1,802                   | 0.42%                   | 7th                     | 0 / 7            | 0                | 0 / 5            | 0                |
| 2000           | 1,340                   | 0.34%                   | 7th                     | 0 / 7            | 0                | 0 / 5            | 0                |
| 2004           | În cadrul Progressistes | În cadrul Progressistes | În cadrul Progressistes | 0 / 8            | 0                | 0 / 5            | 0                |
| 2008           | În cadrul UIB           | În cadrul UIB           | În cadrul UIB           | 0 / 8            | 0                | 0 / 5            | 0                |
| 2011           | 4,681                   | 1.07%                   | 6                       | 0 / 8            | 0                | 0 / 5            | 0                |
| 2016           | În cadrul SI            | În cadrul SI            | În cadrul SI            | 0 / 8            | 0                | 0 / 5            | 0                |
| Aprilie 2019   | În cadrul VP            | În cadrul VP            | În cadrul VP            | 0 / 8            | 0                | 0 / 5            | 0                |
| Noiembrie 2019 | În cadrul Més Esquerra  | În cadrul Més Esquerra  | În cadrul Més Esquerra  | 0 / 8            | 0                | 0 / 5            | 0                |

### Parlamentul European
| Parlamentul European |                 |                 |                 |        |       |           |           |           |                  |                  |                  |
| Alegeri              | Total           | Total           | Total           | Total  | Total | Catalonia | Catalonia | Catalonia | Insulele Baleare | Insulele Baleare | Insulele Baleare |
| Alegeri              | Voturi          | %               | #               | Locuri | +/–   | Voturi    | %         | #         | Voturi           | %                | #                |
| 1987                 | În cadrul CEP   | În cadrul CEP   | În cadrul CEP   | 0 / 60 | —     | 112,107   | 3.70%     | 6         | 533              | 0.16%            | 16               |
| 1989                 | În cadrul PEP   | În cadrul PEP   | În cadrul PEP   | 0 / 60 | 0     | 78,408    | 3.29%     | 6         | N/A              | N/A              | N/A              |
| 1994                 | În cadrul PEP   | În cadrul PEP   | În cadrul PEP   | 0 / 64 | 0     | 141,285   | 5.52%     | 5         | 2,350            | 0.81%            | 8                |
| 1999                 | În cadrul CN–EP | În cadrul CN–EP | În cadrul CN–EP | 0 / 64 | 0     | 174,374   | 6.06%     | 4         | N/A              | N/A              | N/A              |
| 2004                 | În cadrul EdP   | În cadrul EdP   | În cadrul EdP   | 1 / 54 | 1     | 249,757   | 11.80%    | 4th       | 7,498            | 2.87%            | 5                |
| 2009                 | În cadrul EdP–V | În cadrul EdP–V | În cadrul EdP–V | 1 / 54 | 0     | 181,213   | 9.20%     | 4th       | 7,651            | 2.97%            | 4                |
| 2014                 | În cadrul EPDD  | În cadrul EPDD  | În cadrul EPDD  | 1 / 54 | 0     | 595,493   | 23.69%    | 1         | 19,602           | 7.26%            | 5                |
| 2019                 | În cadrul AR    | În cadrul AR    | În cadrul AR    | 2 / 59 | 1     | 727,039   | 21.21%    | 3         | 20,464           | 4.90%            | 6                |